# Seznam hokejistov lige NHL z upokojenimi številkami
Popoln seznam hokejistov lige NHL z upokojenimi številkami. Upokojena številka je številka dresa v posameznem moštvu, ki so jo vzeli iz obtoka, tako da je ne more izbrati noben hokejist več. Z upokojevanjem številk v moštvih počastijo svoje igralce, ki so bili posebej zaslužni za kakšne uspehe ali pa so preprosto dali toliko svojemu klubu, da so tam ocenili, da je hokejista potrebno počastiti na ta način. 
Prvo moštvo, ki je upokojilo katero koli številko, je bilo Toronto Maple Leafs, ki je 14. februarja 1934 upokojilo dres s številko 6, ki je pripadal Aceu Baileyju. V moštvu so to storili pred dobrodelno tekmo zvezd, ki so jo v sezoni 1933/34 odigrali v Baileyjevo čast. 
Trenutno je na seznamu 96 hokejistov. Obstaja še 13 hokejistov, ki jih ekipa Toronto Maple Leafs ni nagradila z upokojitvijo njihovih številk, ampak z njihovim imenovanjem na seznam »častnih članov«.   K temu je treba prišteti tudi 7 hokejistov, čigar številke sta upokojili danes neobstoječi moštvi Hartford Whalers in Quebec Nordiques. Po selitvi obeh klubov in preimenovanju v Carolina Hurricanes oziroma Colorado Avalanche so upokojene številke postavili nazaj v obtok. Za primerjavo, klub Winnipeg Jets se je leta 1996 preselil in preimenoval v klub Phoenix Coyotes, v katerem so predhodno upokojene številke prevzeli in jih tudi obravnavajo za upokojene. 
Do danes je bila le ena številka upokojeni po celotni ligi. Gre za dres s številko 99, ki ga je nosil Wayne Gretzky. Po njegovi upokojitvi so v vodstvu lige sprejeli odločitev, da je Gretzky tako zelo zaznamoval ligo in zgodovino športa nasploh, da ne bo noben drug hokejist v ligi NHL nikoli nosil njegove številke 99. Gretzkyjevo številko so sicer ločeno upokojili tudi v klubih Edmonton Oilers in Los Angeles Kings. Podobno je zaznamoval ligo tudi hokejist moštva Pittsburgh Penguins, Mario Lemieux, ki je nosil številko 66. Liga njegove številke ni upokojila, a je zato od njegove upokojitve ni nosil noben drug hokejist in se zato nanjo gleda kot na »neuradno upokojeno«.
Klub Minnesota Wild se je ligi pridružil leta 2000 in je do danes upokojil le eno številko, številko 1, ki jo je posvetil navijačem. 
Tri številke so upokojili v istem klubu, da bi počastili dva različna hokejista: 
številko 12 v klubu Montreal Canadiens (nosila sta jo Dickie Moore in Yvan Cournoyer), številko 3 v klubu Chicago Blackhawks (nosila sta jo Pierre Pilote in Keith Magnuson) in številko 9 v klubu New York Rangers (nosila sta jo Andy Bathgate in Adam Graves). 
Samo šest hokejistov so z upokojitvijo njihove številke počastili v dveh različnih moštvih:
- Bobby Hull - Chicago Blackhawks in Winnipeg Jets
- Gordie Howe - Detroit Red Wings in Hartford Whalers
- Wayne Gretzky - Edmonton Oilers in Los Angeles Kings (tudi s strani lige)
- Ray Bourque - Boston Bruins in Colorado Avalanche
- Mark Messier - New York Rangers in Edmonton Oilers
- Patrick Roy - Colorado Avalanche in Montreal Canadiens[1]

## Upokojene številke
| Ime                 | Moštvo                | Št | Datum             | Ref    |
| ------------------- | --------------------- | -- | ----------------- | ------ |
| Sid Abel            | Detroit Red Wings     | 12 | april 29, 1995    |        |
| Glenn Anderson      | Edmonton Oilers       | 9  | januar 18, 2009   | [ 2 ]  |
| Barry Ashbee        | Philadelphia Flyers   | 4  | april 3, 1975     | [ 3 ]  |
| Ace Bailey          | Toronto Maple Leafs   | 6  | februar 14, 1934  |        |
| Elmer Lach          | Montreal Canadiens    | 16 | december 4, 2009  |        |
| Emile Bouchard      | Montreal Canadiens    | 3  | december 4, 2009  |        |
| Bill Barber         | Philadelphia Flyers   | 7  | oktober 11, 1990  |        |
| Bill Barilko        | Toronto Maple Leafs   | 5  | oktober 17, 1992  |        |
| Andy Bathgate       | New York Rangers      | 9  | februar 22, 2009  |        |
| Jean Beliveau       | Montreal Canadiens    | 4  | oktober 9, 1971   | [ 4 ]  |
| Mike Bossy          | New York Islanders    | 22 | marec 3, 1992     | [ 5 ]  |
| Rob Blake           | Los Angeles Kings     | 4  | januar 17, 2015   | [ 6 ]  |
| Ray Bourque         | Boston Bruins         | 77 | oktober 4, 2001   | [ 7 ]  |
| Ray Bourque         | Colorado Avalanche    | 77 | november 24, 2001 | [ 8 ]  |
| Michel Briere       | Pittsburgh Penguins   | 21 | januar 25, 2001   | [ 9 ]  |
| Rod Brind'Amour     | Carolina Hurricanes   | 17 | februar 18, 2011  | [ 10 ] |
| Martin Brodeur      | New Jersey Devils     | 30 | februar 9, 2016   | [ 11 ] |
| Neal Broten         | Dallas Stars          | 7  | februar 7, 1998   | [ 12 ] |
| Johnny Bucyk        | Boston Bruins         | 9  | marec 13, 1980    |        |
| Pavel Bure          | Vancouver Canucks     | 10 | november 2, 2013  |        |
| Dit Clapper         | Boston Bruins         | 5  | februar 12, 1947  |        |
| Bobby Clarke        | Philadelphia Flyers   | 16 | november 15, 1984 |        |
| Paul Coffey         | Edmonton Oilers       | 7  | oktober 18, 2005  | [ 13 ] |
| Yvan Cournoyer      | Montreal Canadiens    | 12 | november 12, 2005 | [ 4 ]  |
| Ken Daneyko         | New Jersey Devils     | 3  | marec 24, 2006    | [ 14 ] |
| Alex Delvecchio     | Detroit Red Wings     | 10 | november 10, 1991 |        |
| Marcel Dionne       | Los Angeles Kings     | 16 | november 18, 1990 | [ 15 ] |
| Ken Dryden          | Montreal Canadiens    | 29 | januar 29, 2007   | [ 4 ]  |
| Phil Esposito       | Boston Bruins         | 7  | december 3, 1987  |        |
| Tony Esposito       | Chicago Blackhawks    | 35 | november 20, 1988 |        |
| Bernie Federko      | St. Louis Blues       | 24 | marec 24, 1991    |        |
| Frank Finnigan      | Ottawa Senators       | 8  | oktober 8, 1992   | [ 16 ] |
| Adam Foote          | Colorado Avalanche    | 52 | november 2, 2013  | [ 17 ] |
| Peter Forsberg      | Colorado Avalanche    | 21 | oktober 8, 2011   | [ 18 ] |
| Ron Francis         | Carolina Hurricanes   | 10 | januar 28, 2006   | [ 19 ] |
| Grant Fuhr          | Edmonton Oilers       | 31 | oktober 9, 2003   | [ 20 ] |
| Bob Gainey          | Montreal Canadiens    | 23 | februar 23, 2008  | [ 4 ]  |
| Danny Gare          | Buffalo Sabres        | 18 | november 20, 2005 | [ 21 ] |
| Mike Gartner        | Washington Capitals   | 11 | december 28, 2008 |        |
| Bob Gassoff         | St. Louis Blues       | 3  | oktober 1, 1977   |        |
| Eddie Giacomin      | New York Rangers      | 1  | marec 15, 1989    |        |
| Bernie Geoffrion    | Montreal Canadiens    | 5  | marec 11, 2006    | [ 4 ]  |
| Rod Gilbert         | New York Rangers      | 7  | oktober 14, 1979  |        |
| Clark Gillies       | New York Islanders    | 9  | december 7, 1996  | [ 22 ] |
| Bill Goldsworthy    | Minnesota North Stars | 8  | februar 15, 1992  | [ 12 ] |
| Adam Graves         | New York Rangers      | 9  | februar 3, 2009   | [ 23 ] |
| Wayne Gretzky       | Edmonton Oilers       | 99 | oktober 1, 1999   |        |
| Wayne Gretzky       | Los Angeles Kings     | 99 | oktober 9, 2002   | [ 15 ] |
| Wayne Gretzky       | NHL                   | 99 | februar 6, 2000   | [ 24 ] |
| Glenn Hall          | Chicago Blackhawks    | 1  | november 20, 1988 |        |
| Al Hamilton         | Edmonton Oilers       | 3  | oktober 10, 1980  |        |
| Doug Harvey         | Montreal Canadiens    | 2  | oktober 26, 1985  | [ 4 ]  |
| Dominik Hašek       | Buffalo Sabres        | 39 | januar 13, 2015   | [ 25 ] |
| Dale Hawerchuk      | Winnipeg Jets         | 10 | april 5, 2007     |        |
| Lionel Hitchman     | Boston Bruins         | 3  | februar 22, 1934  |        |
| Tim Horton          | Buffalo Sabres        | 2  | januar 5, 1996    | [ 21 ] |
| Gordie Howe         | Detroit Red Wings     | 9  | marec 12, 1972    |        |
| Mark Howe           | Philadelphia Flyers   | 2  | marec 6, 2012     |        |
| Harry Howell        | New York Rangers      | 3  | februar 22, 2009  |        |
| Bobby Hull          | Chicago Blackhawks    | 9  | december 18, 1983 |        |
| Brett Hull          | St. Louis Blues       | 16 | december 5, 2006  | [ 26 ] |
| Dale Hunter         | Washington Capitals   | 32 | marec 11, 2000    | [ 27 ] |
| Jari Kurri          | Edmonton Oilers       | 17 | oktober 6, 2001   |        |
| Yvon Labre          | Washington Capitals   | 7  | november 7, 1981  | [ 27 ] |
| Guy Lafleur         | Montreal Canadiens    | 10 | februar 16, 1985  | [ 4 ]  |
| Pat LaFontaine      | Buffalo Sabres        | 16 | marec 3, 2006     | [ 21 ] |
| Rod Langway         | Washington Capitals   | 5  | november 26, 1997 | [ 27 ] |
| Guy Lapointe        | Montreal Canadiens    | 5  | november 8, 2014  | [ 28 ] |
| Brian Leetch        | New York Rangers      | 2  | januar 24, 2008   |        |
| Mario Lemieux       | Pittsburgh Penguins   | 66 | oktober 5, 2006   |        |
| Nicklas Lidstrom    | Detroit Red Wings     | 5  | marec 6, 2014     | [ 29 ] |
| Trevor Linden       | Vancouver Canucks     | 16 | december 17, 2008 |        |
| Ted Lindsay         | Detroit Red Wings     | 7  | november 10, 1991 |        |
| Al MacInnis         | St. Louis Blues       | 2  | april 9, 2006     |        |
| Keith Magnuson      | Chicago Blackhawks    | 3  | november 12, 2008 |        |
| Rick Martin         | Buffalo Sabres        | 7  | november 15, 1995 | [ 21 ] |
| Bill Masterton      | Minnesota North Stars | 19 | januar 17, 1987   | [ 12 ] |
| Lanny McDonald      | Calgary Flames        | 9  | marec 17, 1990    |        |
| Mark Messier        | New York Rangers      | 11 | januar 12, 2006   | [ 30 ] |
| Mark Messier        | Edmonton Oilers       | 11 | februar 27, 2007  | [ 30 ] |
| Stan Mikita         | Chicago Blackhawks    | 21 | oktober 19, 1980  |        |
| Minnesota Wild Fans | Minnesota Wild        | 1  | oktober 12, 2000  |        |
| Mike Modano         | Dallas Stars          | 9  | marec 8, 2014     | [ 31 ] |
| Dickie Moore        | Montreal Canadiens    | 12 | november 12, 2005 | [ 4 ]  |
| Howie Morenz        | Montreal Canadiens    | 7  | november 2, 1937  | [ 4 ]  |
| Markus Naslund      | Vancouver Canucks     | 19 | december 11, 2010 |        |
| Scott Niedermayer   | New Jersey Devils     | 27 | december 16, 2011 | [ 32 ] |
| Teppo Numminen      | Phoenix Coyotes       | 27 | januar 30, 2010   |        |
| Cam Neely           | Boston Bruins         | 8  | januar 12, 2004   |        |
| Bob Nystrom         | New York Islanders    | 23 | april 1, 1995     | [ 22 ] |
| Terry O'Reilly      | Boston Bruins         | 24 | oktober 24, 2002  |        |
| Bobby Orr           | Boston Bruins         | 4  | januar 9, 1979    |        |
| Bernie Parent       | Philadelphia Flyers   | 1  | oktober 11, 1979  |        |
| Gilbert Perreault   | Buffalo Sabres        | 11 | oktober 17, 1990  | [ 21 ] |
| Pierre Pilote       | Chicago Blackhawks    | 3  | november 12, 2008 |        |
| Barclay Plager      | St. Louis Blues       | 8  | marec 24, 1981    |        |
| Jacques Plante      | Montreal Canadiens    | 1  | oktober 7, 1995   | [ 4 ]  |
| Denis Potvin        | New York Islanders    | 5  | februar 1, 1992   | [ 22 ] |
| Henri Richard       | Montreal Canadiens    | 16 | december 10, 1975 | [ 4 ]  |
| Maurice Richard     | Montreal Canadiens    | 9  | oktober 6, 1960   | [ 4 ]  |
| Mike Richter        | New York Rangers      | 35 | februar 4, 2004   |        |
| Rene Robert         | Buffalo Sabres        | 14 | november 15, 1995 | [ 21 ] |
| Larry Robinson      | Montreal Canadiens    | 19 | november 19, 2007 | [ 4 ]  |
| Luc Robitaille      | Los Angeles Kings     | 20 | januar 20, 2007   | [ 15 ] |
| Jeremy Roenick      | Arizona Coyotes       | 97 | februar 11, 2012  |        |
| Patrick Roy         | Colorado Avalanche    | 33 | oktober 28, 2003  | [ 33 ] |
| Patrick Roy         | Montreal Canadiens    | 33 | november 22, 2008 |        |
| Joe Sakic           | Colorado Avalanche    | 19 | oktober 1, 2009   |        |
| Denis Savard        | Chicago Blackhawks    | 18 | marec 19, 1998    |        |
| Serge Savard        | Montreal Canadiens    | 18 | november 18, 2006 | [ 4 ]  |
| Terry Sawchuk       | Detroit Red Wings     | 1  | marec 6, 1994     |        |
| Milt Schmidt        | Boston Bruins         | 15 | marec 13, 1980    |        |
| Teemu Selänne       | Anaheim Ducks         | 8  | januar 11, 2015   | [ 34 ] |
| Eddie Shore         | Boston Bruins         | 2  | januar 1, 1947    |        |
| Billy Smith         | New York Islanders    | 31 | februar 20, 1993  | [ 35 ] |
| Stan Smyl           | Vancouver Canucks     | 12 | november 3, 1991  | [ 36 ] |
| Thomas Steen        | Winnipeg Jets         | 25 | april 1, 1994     |        |
| Scott Stevens       | New Jersey Devils     | 4  | februar 3, 2006   | [ 37 ] |
| Brian Sutter        | St. Louis Blues       | 11 | december 30, 1988 |        |
| Dave Taylor         | Los Angeles Kings     | 18 | april 3, 1995     | [ 15 ] |
| Keith Tkachuk       | Arizona Coyotes       | 7  | december 23, 2011 |        |
| Bryan Trottier      | New York Islanders    | 19 | oktober 20, 2001  | [ 22 ] |
| Rogatien Vachon     | Los Angeles Kings     | 30 | februar 14, 1985  | [ 15 ] |
| Mike Vernon         | Calgary Flames        | 30 | februar 7, 2007   | [ 38 ] |
| Glen Wesley         | Carolina Hurricanes   | 2  | februar 17, 2009  | [ 39 ] |
| Steve Yzerman       | Detroit Red Wings     | 19 | januar 2, 2007    | [ 40 ] |

## Častni člani
| Ime              | Moštvo              | #  | Datum             |
| ---------------- | ------------------- | -- | ----------------- |
| Syl Apps         | Toronto Maple Leafs | 10 | oktober 3, 1993   |
| George Armstrong | Toronto Maple Leafs | 10 | februar 28, 1998  |
| Johnny Bower     | Toronto Maple Leafs | 1  | marec 11, 1995    |
| Turk Broda       | Toronto Maple Leafs | 1  | marec 11, 1995    |
| King Clancy      | Toronto Maple Leafs | 7  | november 21, 1995 |
| Wendel Clark     | Toronto Maple Leafs | 17 | november 22, 2008 |
| Charlie Conacher | Toronto Maple Leafs | 9  | februar 28, 1998  |
| Hap Day          | Toronto Maple Leafs | 4  | oktober 4, 2006   |
| Doug Gilmour     | Toronto Maple Leafs | 93 | januar 31, 2009   |
| Tim Horton       | Toronto Maple Leafs | 7  | november 21, 1995 |
| Red Kelly        | Toronto Maple Leafs | 4  | oktober 4, 2006   |
| Ted Kennedy      | Toronto Maple Leafs | 9  | oktober 3, 1993   |
| Frank Mahovlich  | Toronto Maple Leafs | 27 | oktober 3, 2001   |
| Börje Salming    | Toronto Maple Leafs | 21 | oktober 4, 2006   |
| Darryl Sittler   | Toronto Maple Leafs | 27 | februar 8, 2003   |

## Bivše upokojene številke
| Ime            | Moštvo           | #  | Datum             |
| -------------- | ---------------- | -- | ----------------- |
| Michel Goulet  | Quebec Nordiques | 16 | marec 16, 1995    |
| Gordie Howe    | Hartford Whalers | 9  | februar 18, 1981  |
| Rick Ley       | Hartford Whalers | 2  | december 26, 1982 |
| John McKenzie  | Hartford Whalers | 19 | 1979              |
| Peter Stastny  | Quebec Nordiques | 26 | februar 26, 1996  |
| Marc Tardif    | Quebec Nordiques | 8  |                   |
| J. C. Tremblay | Quebec Nordiques | 3  |                   |